# Élections municipales béninoises de 2002
Les élections municipales béninoises de 2002 se sont déroulées le 15 décembre 2002 au Bénin. Il s'agit des premières ayant été organisées au suffrage universel dans le pays.
Ces élections locales ont permis d'élire les conseillers municipaux et communaux ainsi que les conseillers de villages et de quartiers dans les villes, pour un total de 77 communes dont les conseils sont situés au même niveau de décentralisation.
A la surprise générale, l'opposition l'emporte dans la plupart des grandes villes, dont la capitale Porto-Novo.